# Fosfato de cobalto(II)
Fosfato de cobalto(II) é um composto inorgânico de fórmula química Co3(PO4)2. É um pigmento comercializado como o nome de violeta cobalto. Filmes finos desse material catalizam a oxidação da água.